# 67 км (блокпост)
67 км — залізничний блокпост Ужгородської дирекції Львівської залізниці на неелектрифікованій лінії Батьово — Королево — Дяково між станціями Виноградів-Закарпатський (7,2 км) та Королево (2,1 км). Розташований в селищі Королево Берегівського району Закарпатської області. Від блокпосту відгалужується лінія у напрямку станції Дяково

## Загальна інформація
Дата відкриття блокпосту наразі не встановлена. Має виключно технічне значення, приміські поїзди прямують через блокпост без зупинок. Пасажирськими платформами не обладнаний.
Блокпост зі складною конфігурацією й складається із трьох колій та двох уловлюючих тупиків колій 1435 мм та 1524 мм відповідно.